# كونو هوفمايستر
هوف مايستر Hoffmeister
هو الفلكي كونو مايستر الألماني المولود بتاريخ 2 فبراير بمدينة زونبرج (منطقة التيرنجن) والمتوفي بتاريخ 2 يناير 1968 بنفس المدينة، كان هوف مايستر في الأصل بائعاً وفي الفترة من 1915 إلى 1918 مساعداً بمرصد بامبرج، وفي العام 1925 أسس هوف مايستر مرصده الخاص في زونبرج وشيده ليكون مركزاً لأبحاث النجوم المتغيرة، ويعد هوف مايستر أنجح مكتشف للنجوم المتغيرة، وبالإضافة إلى ذلك اشتغل هوف مايستر في مجال النيازك والمذنبات والضوء البروجي.
المصدر: الموسوعة الفلكية